# Монтенегро (Колумбия)
Монтенегро (исп. Montenegro) — город и муниципалитет в департаменте Киндио, Колумбия. Расположен в 10 км к западу от столицы департамента Армении. 
Город был назван в честь деревьев тёмно-зелёного цвета, которые первоначально охватывали территорию современного поселения. Между 1897 и 1904 годами, Монтенегро был официально известен как Вилья-Киндио.

## История
Первыми, кто прибыл в Монтенегро в современную эпоху были охотники за сокровищами, привлечённые докладами золотых артефактов о коренных захоронениях в этом районе. В 1880-х годах более 1500 человек прибыли из таких далёких мест, как Антьокия в поисках сокровищ. Одной из самых ранних поселенцев была Мария Антония "Toñíta" Гранада, вдова родом из Пакоры, Кальдас. В 1884 году она построила себе дом на месте, которое сейчас является центром города. Она стала первой женщиной, зарегистрированной как основатель города в Киндио. 